# Nikolaj Viktorovič Podgornyj
Nikolaj Viktorovič Podgornyj (rusky Николай Викторович Подгорный, Nikolaj Viktorovič Podgornyj, ukrajinsky Микола Вікторович Підгорний, Mykola Viktorovyč Pidhornyj; 5. únorajul./ 18. února 1903greg., Karlovka – 11. ledna 1983, Kyjev) byl sovětský komunistický politik ukrajinské národnosti. Během éry Leonida Iljiče Brežněva, coby šéfa strany, zastával v letech 1965 až 1977 funkci hlavy státu – předsedy Prezídia Nejvyššího sovětu SSSR.

## Životopis
Pocházel z dělnické rodiny z Karlovky v dnešní Poltavské oblasti Ukrajiny. Svoji první veřejnou funkci zastával od 18 let: v letech 1921 až 1923 působil jako tajemník okresního výboru Komsomolu. Poté studoval Kyjevský polytechnický institut (1923–1926) a Kyjevský technologický institut potravinářského průmyslu (1926–1931). Od roku 1930 byl členem komunistické strany. Po dokončení studia pracoval v cukrovarnictví. Vysoké funkce zastával od roku 1938, kdy se stal náměstkem Lidového komisariátu (tzn. ministerstva) cukrovarnického průmyslu Ukrajinské SSR. Zemřel 11. ledna 1983 v Kyjevě, pochován byl na Novoděvičském hřbitově v Moskvě.

## Přehled funkcí
| Od   | do   | Název funkce                                                                      |
| ---- | ---- | --------------------------------------------------------------------------------- |
| 1938 | 1940 | Náměstek lidového komisaře potravinářského průmyslu Ukrajinské SSR                |
| 1940 | 1942 | Náměstek lidového komisaře potravinářského průmyslu SSSR                          |
| 1942 | 1944 | Ředitel Moskevského technologického institutu potravinářského průmyslu            |
| 1944 | 1946 | Náměstek lidového komisaře potravinářského průmyslu Ukrajinské SSR                |
| 1946 | 1950 | Stálý zástupce rady ministrů Ukrajinské SSR při radě ministrů SSSR                |
| 1950 | 1953 | První tajemník Charkovského oblastního výboru Komunistické strany Ukrajiny        |
| 1953 | 1957 | Druhý tajemník ústředního výboru Komunistické strany Ukrajiny                     |
| 1957 | 1963 | První tajemník ústředního výboru Komunistické strany Ukrajiny                     |
| 1963 | 1965 | Tajemník pro lehký průmysl ústředního výboru Komunistické strany Sovětského svazu |
| 1965 | 1977 | Předseda prezídia Nejvyššího sovětu Svazu sovětských socialistických republik     |

### Jiné stranické funkce
| Od   | Do   | Název funkce                                                                                        |
| ---- | ---- | --------------------------------------------------------------------------------------------------- |
| 1952 | 1966 | Člen ústředního výboru Komunistické strany Ukrajiny                                                 |
| 1952 | 1953 | Kandidát byra ústředního výboru Komunistické strany Ukrajiny                                        |
| 1952 | 1956 | Člen ústřední revizní komise Komunistické strany Sovětského svazu                                   |
| 1953 | 1963 | Člen byra (resp. předsednictva) ústředního výboru Komunistické strany Ukrajiny                      |
| 1956 | 1981 | Člen ústředního výboru Komunistické strany Sovětského svazu                                         |
| 1960 | 1977 | Člen předsednictva (resp. od 1966 politbyra) ústředního výboru Komunistické strany Sovětského svazu |

## Vyznamenání

### Sovětská vyznamenání
- Hrdina socialistické práce – udělen dvakrát – 16. února 1963 a 16. února 1973
- Leninův řád – udělen pětkrát – 26. dubna 1957, 26. února 1958, 16. února 1963, 2. prosince 1971 a 16. února 1973[1]
- Řád rudého praporu práce – 23. ledna 1948[1]
- Medaile Za pracovní udatnost – 25. prosince 1959[1]

### Zahraniční vyznamenání
- velkokříž Řádu bílé růže – Finsko, 14. října 1969
- Řád Bílého lva I. třídy s řetězem – Československo, 5. května 1970[2]
- Pamětní medaile 2500. výročí Perské říše – Írán, 14. října 1971
- velkokříž Řádu za zásluhy Polské lidové republiky – Polsko, 1975[3]
- velkokříž Řádu somálské hvězdy – Somálsko